# أسرة لغات

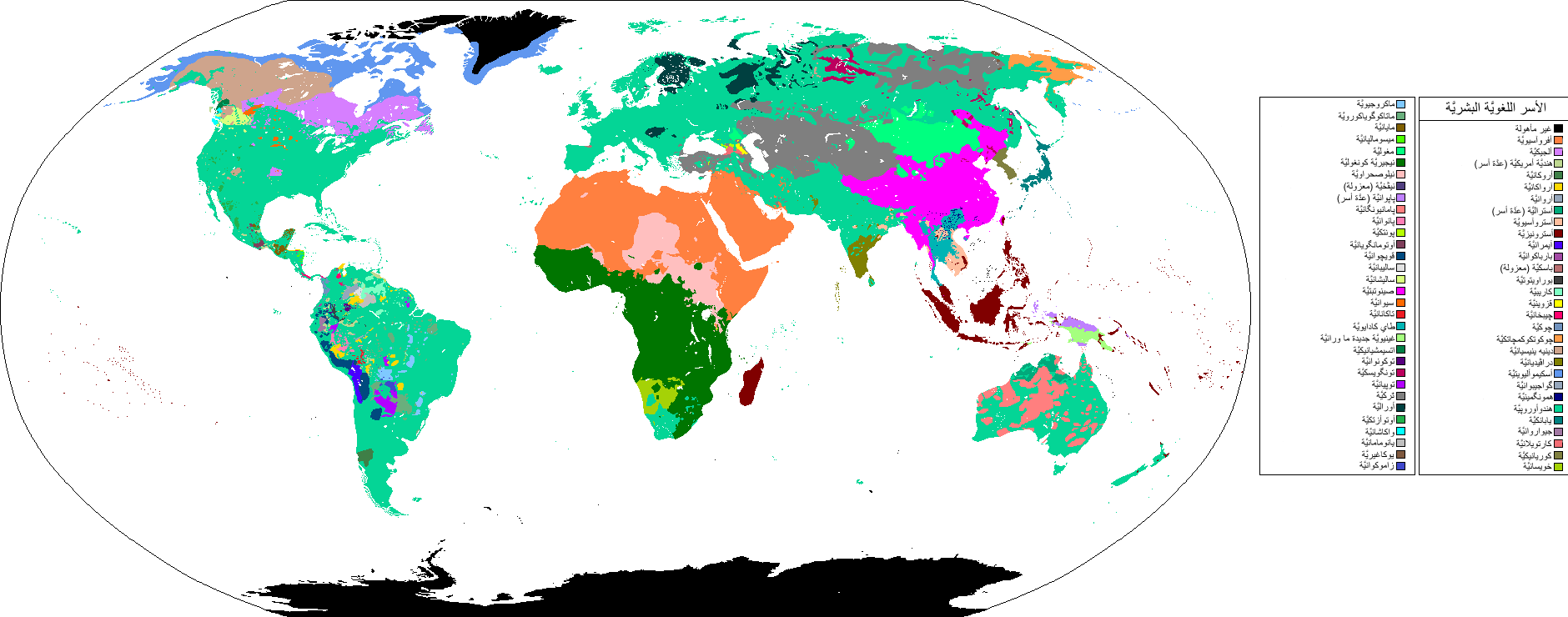
توزيع لغات العالم بحسب أسرتها.

أسرة اللغات أو عائلة اللغات هي مجموعة اللغات التي تشترك في الأصل، ولا يتفق العلماء في تقسيم بعض اللغات لكن هذا التقسيم يبدو من أفضل التقسيمات:
في أفريقيا والشرق الأوسط:
- لغات أفريقية آسيوية ومنها اللغة العربية والعبرية والأرامية في آسيا، واللغات الأمازيغية والإثيوبية والصومالية والتشادية في أفريقيا.
- لغات نيلية صحراوية ومنها لغة الصنغي شعب تنبكتو، والفوراوية في دار فور في السودان، والنوبية
- لغات نيجيرية كونغولية ومنها اللغة السواحلية
- لغات خويسان وهي مشهورة بأصواتها المتكتكة

في قارتي أوروبا وآسيا الغربية:
- لغات هندية أوروبية ومنها الإنجليزية والفرنسية والرّوسيّة والهندية.
- لغات ألطية، ومنها التركية، وقد تكون اللغة الكورية واللغة اليابانية ضمن هذه المجموعة.
- لغات أورالية ومنها المجرية. ويبدو أن لغة يوكاغير منها.
- لغات يينيسي.
- لغات شوكشية-كامشاتكية.
- لغات درافيدية في جنوب الهند.
- لغات القوقاز، ومنها [[لغة الشيشان التي تنتمي إلى مجموعة اللغات الإيبيرية القوقازية ومنها الإنغوشية ولغة الباتسوي والداغستانية]].
- اللغة الباسكية في شمال إسبانيا.
- لغة بوروشاسكي في كشمير.
- اللغة الآينوية لشعب الآينو في شمال يابان.
- لغة نيفغ أو نيفخ أو غيلياك، في جزيرة ساخالين في سيبيريا.

في شرق آسيا والمحيط الهادئ:
- لغات صينية تبتية وأشهرها الصينية.
- لغات اوسترو-آسيوية ومنها الفيتنامية.
- لغات اوسترونيزية وأشهرها باهاسا اندونيسيا.
- لغات تاي-كاداي وأشهرها التايلاندية.
- لغات جزر أندامان في الهند.

في غينيا الجديدة وأستراليا:
- لغات غينية الجديدة وهذا ليس مقبول إلا عند قليل من العلماء، ويقول الآخرون أنها تنقسم إلى عائلات عديدة.
- لغات أستراليا وهذا أيضاً ليس مقبول إلا عند قليل من العلماء، ويقول الآخرون أنها تنقسم إلى عائلات عديدة.

في قارة أمريكا:
- لغات الإسكيمو اليوت
- لغات نا-ديني ومنها لغة نافاهو.
- لغات هندي أمريكي وهذا ليس مقبول إلا عند قليل من العلماء، ويقول الآخرون أنها تنقسم إلى عائلات عديدة.

## توزيع اللغات
| - أفريقية آسيوية - أمازيغية - - تشادية - - كوشية - - سامية - ألطية - يابانية - - منغولية - - لغات تونغوسية - - تركية - اللغات الأصلية للأمريكتين - الألجيك - - Je-Tupi-Carib - - المايا - - Quechumaran - - اليوتو أزتيكان - أسترو آسيوية - أسترونيزية - Dené-Yeniseian | - درافيدية - الإسكيمو اليوت - لغات أسترالية - هندية أوروبية - ألبانية - - أرمنية - - لغات بلطيقية سلافية - بلطيقية - - - سلافية - - كلتية - - جرمانية - جرمانية شمالية - - - جرمانية غربية - - يونانية - - هندية إيرانية - هندية آرية - - - إيرانية - - رومنسية | - خويسان - تاي كاداي - معزولة - نيجرية كنغوية - البانتو - - أخرى - نيلية صحراوية - لغات سيبيرية قديمة - أسر بابوا - صينية تبتية - صينية - - التبيتية البورمية - تبتية - كارتفيلية - أورالية - فينية أوغرية - فينية بيرمية - - - أوغرية - - سامودية |